# Diga di Belo Monte
La diga di Belo Monte (conosciuta prima come Kararaô) è un complesso idroelettrico attualmente in costruzione sul fiume Xingu, nello stato del Pará in Brasile.
La capacità installata pianificata è di 11.233 megawatt (MW), che la farebbero la seconda diga idroelettrica più grande del Brasile e la terza al mondo, dietro la Diga delle Tre Gole cinese e la brasiliano-paraguaiana diga di Itaipú.

## Effetti sociali
La centrale idroelettrica del Xingù sarà la 3° più grande al mondo ed è uno dei progetti infrastrutturali previsto dal PAC, (Programma di Accelerazione della Crescita) del Governo brasiliano. Belo Monte prevede un complesso di almeno 4 dighe, 27 bacini, 3 canali di rifornimento, 7 canali di recepimento e un gigantesco canale di by-pass che dovrebbe deviare il fiume. Per completare la faraonica opera verranno inondati circa 668 km², dei quali 400 km² di foresta pluviale e verrà prosciugato un tratto di 100 chilometri. Le pareti di cemento della diga ostruiranno il passaggio degli indigeni che, in canoa, devono raggiungere la vicina città di Altamira. La costruzione metterà a rischio la biodiversità e la vita dei 6.000 autoctoni di 14 etnie diverse la cui sopravvivenza dipende dalle risorse naturali della zona. “Nessuna terra indigena sarà inondata”, assicurano i responsabili della costruzione della centrale idroelettrica assieme agli enti pubblici ed agli organismi che dovrebbero difendere gli interessi delle popolazioni indigene, come la FUNAI (Fondazione Nazionale dell'Indio) e l'IBAMA (Istituto Brasiliano dell'Ambiente). 
Questi enti hanno autorizzato il progetto senza ascoltare i popoli indigeni che rivendicano il diritto alla consultazione, sancito per legge, la Nº 7.778 del 27 luglio 2012. La norma garantisce agli indigeni il diritto originario, l'inalienabilità e l'indisponibilità delle terre tradizionalmente occupate e l'usufrutto esclusivo delle risorse in esse esistenti. 
Il mancato rispetto della legge dimostra l'anticostituzionalità del progetto del governo Lula e Dilma, che viene criticato anche da parte di organi internazionali come l'ONU (Organizzazione delle Nazioni Unite), l'ILO (International Labour Organization) , la CIDH (Commissione Interamericana dei Diritti Umani) e il vescovo Erwin Kräutler . 
Il dibattito è in corso anche nel Parlamento Europeo dove si chiede alle multinazionali il rispetto del loro stesso atto di Responsabilità Sociale d'Impresa.

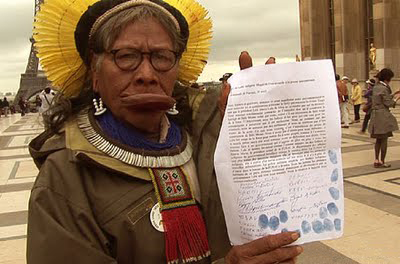
Il capo tribù Raoni a Parigi con in mano la petizione contro la diga

Belo Monte comporterà lo “sfratto” di 20.000 persone e 24 tribù, tra cui i Kayapó, gli Arara, gli Juruna, gli Araweté, gli Xikrin, gli Asurini e i Parakanã, che saranno obbligati a cambiare il loro stile di vita a causa dell'esaurimento delle risorse alimentari. Almeno nove specie rare di pesci sono a rischio estinzione: Aequidens Michaeli, Anostomoides Passionis, Astianatte Dnophos, Ossubtus Xinguense, Parancistrus Nudiventris, Pituna Xinguensis, Plesiolebias Altamira, Simpsonichthys Reticulatus e Teleocichla Centisquama. L'accesso al cibo è importante ed è un diritto fondamentale dell'uomo: il pesce rappresenta il 90 % delle proteine consumate dalla popolazione del luogo. Se gli indigeni verranno privati di questa risorsa Belo Monte sarà un'opera di genocidio. Anche l'Associazione dei Pescatori è contro il progetto perché la mancanza di pesce avrà un grosso impatto sull'economia locale portando a carestie. Altamira, città maggiormente coinvolta nel progetto, è sconvolta dal punto di vista demografico: gli operai impegnati nella realizzazione del progetto comportano il raddoppio della popolazione, senza alcun adeguamento infrastrutturale, come scuole e ospedali.
I primi effetti della “migrazione lavorativa” hanno già portato seri problemi in altre città vicine alla centrale dove la carenza della rete idrica ha già condotto all'aumento di insetti pericolosi come quelli che diffondono dengue e malaria. Il massiccio ed incontrollato flusso di lavoratori ha anche già comportato un incremento della prostituzione, dello spaccio di droghe, del consumo di alcolici e di episodi violenti. “Con Belo Monte, Altamira rischia di trasformarsi in una penisola malata circondata da un lago putrefatto e senza pesci. (...) "Persone affamate e violente, senza casa, costrette a prostituirsi ... è un destino triste per la popolazione locale”. (Don Erwin Klauter, vescovo del Xingù)
Il governo di Dilma sta sottovalutando anche i costi economici della costruzione della centrale idroelettrica che è anche considerata da alcuni esperti un'opera di cattiva ingegneria ed estremamente inefficiente. Pur avendo un potenziale di 11.182 mega-watt, Belo Monte non ne produrrà più di 4.000 a causa della stagionalità del fiume Xingù. L'impatto ambientale è stato sottodimensionato.
Il fiume Xingù è sinonimo non solo di acqua e cibo, ma anche di cultura e tradizioni ed il suo destino è indissolubilmente legato a quello delle antiche popolazioni che dipendono da esso per sopravvivere.